# Abde Ezzalzouli
Abdessamad „Abde“ Ezzalzouli (arabisch عبد الصمد الزلزولي, DMG ʿAbd aṣ-Ṣamad az-Zalzūlī; * 17. Dezember 2001 in Beni Mellal), auch bekannt als Ez Abde, ist ein marokkanischer Fußballspieler. Er steht seit September 2023 bei Betis Sevilla unter Vertrag und ist marokkanischer Nationalspieler.

## Karriere

### Im Verein
Ezzalzouli wurde im marokkanischen Beni Mellal geboren und zog als Kind mit seiner Familie nach Elche in der spanischen Provinz Alicante, wo er im Alter von 7 Jahren beim FC Elche mit dem Fußballspielen begann. Später wechselte er in die Jugend von Hércules Alicante. Ab der Saison 2019/20 gehörte der Flügelspieler noch als A-Junior (U19) der zweiten Mannschaft an, für die er 17-mal in der viertklassigen Tercera División spielte und 5 Tore erzielte. Im Dezember 2019 debütierte er kurz vor seinem 18. Geburtstag für  die erste Mannschaft in der drittklassigen Segunda División B und kam in der Folge bis zum Saisonende noch zu 3 weiteren Einwechslungen. In der Saison 2020/21 folgten 17 Ligaeinsätze (2 Tore) für die erste Mannschaft und 8 Einsätze für die zweite Mannschaft.
Ende August 2021 wechselte Ezzalzouli innerhalb der Segunda División B zur zweiten Mannschaft des FC Barcelona. Er unterschrieb einen Vertrag bis zum 30. Juni 2024 mit der Option auf 2 weitere Spielzeiten, der eine Ausstiegsklausel in Höhe von 200 Millionen Euro enthält. Nach 6 Drittligaeinsätzen (5-mal von Beginn) wurde sein Cheftrainer Sergi Barjuan Ende Oktober 2021 nach der Entlassung von Ronald Koeman zum Interimstrainer der ersten Mannschaft ernannt. Beim folgenden Spiel debütierte Ezzalzouli in der Primera División, als er bei einem 1:1-Unentschieden gegen Deportivo Alavés in der Schlussphase eingewechselt wurde. In kurzer Zeit entwickelte er sich beim FC Barcelona zum Stammspieler. Sein erstes Tor erzielte Ezzalzouli am 12. Dezember 2021 im Spiel gegen CA Osasuna.
Am 1. September 2022, dem letzten Tag der Transferperiode, verlängerte Ezzalzouli seinen Vertrag bis zum 30. Juni 2026 (Ausstiegsklausel 200 Millionen Euro) und wechselte bis zum Ende der Saison 2022/23 auf Leihbasis zum Ligakonkurrenten CA Osasuna. Bis zum Saisonende kam er 28-mal in der Liga zum Einsatz, stand 19-mal in der Startelf und erzielte 4 Tore.
Zur Saison 2023/24 kehrte Ezzalzouli nach Barcelona zurück. Nachdem er an den ersten drei Spieltagen noch zu zwei Einwechslungen gekommen war, wechselte er Anfang September 2023 am letzten Tag der Transferperiode für 7,5 Millionen Euro zum Ligakonkurrenten Betis Sevilla. Der FC Barcelona sicherte eine Rückkaufoption und eine 50-prozentige Beteiligung an einem zukünftigen Verkaufserlös. Bei seinem neuen Verein unterschrieb Ezzalzouli einen Vertrag bis zum 30. Juni 2028.

### In der Nationalmannschaft
Im Dezember 2021 wurde Ezzalzouli von Vahid Halilhodžić, Trainer der marokkanischen Fußballnationalmannschaft, für den Afrika-Cup 2022 in Kamerun nominiert. Auf Drängen des FC Barcelona verzichtete Ezzalzouli aber auf eine Teilnahme und wurde durch Tarik Tissoudali ersetzt. Spanischen Medienberichten zufolge plane er, künftig für die spanische Nationalmannschaft zu spielen und auch die spanische Staatsangehörigkeit zu beantragen.
Im September 2022 debütierte Ezzalzouli unter Halilhodžić' Nachfolger Walid Regragui für Marokko. Im November 2022 wurde er für die Weltmeisterschaft 2022 in Katar nominiert. 2024 gewann er mit seiner Mannschaft die Bronzemedaille beim olympischen Fußballturnier.